# 張泰階 (萬曆己未進士)
張泰階（1593年—17世紀），字宛平，南直隸松江府上海縣人，竈籍，明朝政治人物。

## 生平
萬曆四十六年（1618年）戊午科順天鄉試第九名舉人，四十七年（1619年）中式己未科會試第一百二十五名，二甲第二十一名進士。禮部觀政，授刑部湖廣司主事，天啟元年（1621年）改工部主事，管節慎庫，二年（1622年）升營繕司員外郎，三年（1623年）升虞衡司郎中，同年出為湖州府知府，五年（1625年）謫工部郎中，同年升潞安府知府，崇禎二年（1629年）升河南按察司副使，四年（1631年）調浙江按察司副使。

## 著作
家有寶繪樓，藏名畫真跡甚多。著有《寶繪錄》，書中六朝隋唐名家咸備，實多偽作。

## 家族
曾祖張鶚翼，嘉靖二十年進士；祖父張秉介，以孝聞，卒年二十九歲；父張嗣封。

## 引用
1. ↑  《萬曆四十七年己未科進士履歷》：張泰階，易五房，癸巳二月二十五日生。上海縣人，戊午九名，會一百二十五，二甲二十一。禮部政，庚申授刑部湖廣司主事，辛酉調工部主事，管節慎庫，壬戌升營繕司員外，癸亥升虞衡司郎中，升湖州知府，甲子降，乙丑補工部郎中，本年升山西潞安知府，己巳升河南付使，辛未調浙江付使。
2. ↑  《上海縣志》